# Krzysztof Michalski
Krzysztof Michalski (* 8. Juni 1948 in Warschau; † 11. Februar 2013 in Wien) war ein polnischer Philosoph und der Rektor des 1982 von ihm gegründeten Instituts für die Wissenschaften vom Menschen (IWM) in Wien. Neben Leszek Kołakowski und Józef Tischner zählt er zu den wichtigsten polnischen Intellektuellen der letzten Jahrzehnte.

## Leben
Krzysztof Michalski schloss sein Studium der Philosophie 1974 an der Universität Warschau mit der Dissertation Heidegger und die gegenwärtige Philosophie ab. In den 1970er Jahren befand er sich in engem Austausch mit dem tschechischen Phänomenologen und Mitbegründer der Charta 77, Jan Patočka. Die aus dieser Zeit erhaltene Korrespondenz wurde in englischer, deutscher und polnischer Sprache veröffentlicht.
1977 verbrachte Michalski ein Jahr als Humboldt-Stipendiat in Köln, ab 1978 unterrichtete er Philosophie an der Warschauer Universität. 1981/82 war er Stipendiat der Thyssen-Stiftung in Heidelberg und 1982/83 Fellow des Churchill College, Cambridge. 1986 habilitierte er sich an der Universität Warschau mit der Arbeit Logik und Zeit. Versuch einer phänomenologischen Analyse. Nach Gastdozenturen in Kassel, Warschau, Wien und Boston wurde er 1990 Professor für Philosophie an der Boston University und 1994 an der Universität Warschau. Darüber hinaus organisierte er zwei Kurse am Interuniversity Centre in Dubrovnik und elf Sommerschulen in Cortona.
Michalski forschte, lehrte und publizierte vor allem zu Edmund Husserl, Martin Heidegger und Friedrich Nietzsche. Seine Bibliographie umfasst neben den von ihm verfassten bzw. herausgegebenen Büchern zahlreiche Artikel in polnischer, deutscher und englischer Sprache. Er war Herausgeber der Reihe der Castelgandolfo-Gespräche – Kolloquien mit großen Gelehrten der Zeit und mit Johannes Paul II als Gastgeber und Zuhörer. Von 1990 bis 2012 war er Herausgeber der Zeitschrift Transit – Europäische Revue.  
1982 gründete er in Wien das Institut für die Wissenschaften vom Menschen (IWM), dessen Rektor er bis zu seinem Tod war. Das Institut ist ein unabhängiges Institute for Advanced Study auf dem Gebiet der Geistes- und Sozialwissenschaften. Seit seiner Gründung fördert es den geistigen Austausch zwischen Ost und West, zwischen Wissenschaft und Gesellschaft sowie zwischen einer Vielzahl von Disziplinen und Denkrichtungen. Getragen wird diese Arbeit von der Gemeinschaft der Permanent und Visiting Fellows des Instituts.
Als Rektor gelang es Michalski, zahlreiche international anerkannte Wissenschaftler samt ihren Forschungsprojekten als Fellows ans IWM zu binden. Darüber hinaus initiierte er praktisch-politisch orientierte und von der Idee der Solidarität inspirierte Projekte zu Fragen der Transformation Europas nach 1989 – etwa zur Reform des Wohlfahrtsstaats oder von Forschung und Lehre in den neuen Demokratien. Im Vorfeld der EU-Erweiterung rief er auf Einladung der Europäischen Kommission die Reflexionsgruppe The Spiritual and Cultural Dimension of Europe (2002-04)  ins Leben.
Michalski war Vorstandsvorsitzender des Institute for Public Affairs in Warschau sowie Präsident des Netzwerkes der europäischen Institutes for Advanced Study (NetIAS).
Er starb am 11. Februar 2013 in Wien und wurde im Grab der Familie in Warschau beigesetzt. Sein Nachlass befindet sich im 2019 gegründeten Krzysztof Michalski-Archiv am Institut für die Wissenschaften von Menschen in Wien.

## Ehrungen
- 2007: Offizierskreuz des Ordre national du Mérite, Frankreich
- 2004: 39. Theodor-Heuss-Preis, Stuttgart[11]
- 2003: Offizierskreuz des Verdienstordens der Republik Polen
- 1998: Europäischer Kultur-Projektpreis, Krakau
- 1994: “Mann des Jahres 1994” – Auszeichnung der polnischen Tageszeitung Życie Warszawy

## Schriften (Auswahl)

### Monographien
- Heidegger i filozofia współczesna. (Heidegger und die gegenwärtige Philosophie). Państwowy Instytut Wydawniczy, Warschau 1978.
  - Russische Ausgabe: Хайдеггер и современная философия. Territoria budushchego, Moskau 2010.
- Logika i czas. Próba analizy Husserlowskiej teorii sensu. (Logik und Zeit. Versuch einer phänomenologischen Analyse). Państwowy Instytut Wydawniczy, Warschau 1988.
  - Englische Ausgabe: Logic and Time. An Essay on Husserl’s Theory of Meaning. Kluwer Academic Publishers, Dordrecht / Boston / London 1996.
  - Russische Ausgabe: Логика и время. Territoria budushchego, Moskau 2010.
- Die Flamme der Ewigkeit. Eine existentielle Interpretation Nietzsches. Übers. v. Thomas Weiler, Hgg. v. Ludger Hagedorn, Piotr Kubasiak, Klaus Nellen, Baden-Baden 2022.
  - Płomień wieczności. Eseje o myślach Fryderyka Nietzschego. (Die Flamme der Ewigkeit. Essays zum Denken Friedrich Nietzsches). Znak, Krakau 2007.
  - Englische Ausgabe: The Flame of Eternity: An Interpretation of Nietzsche's Thought. Princeton University Press, 2012.
  - Französische Ausgabe: La flamme de l’éternité. Essais sur la pensée de Friedrich Nietzsche, Paris: Éditions Zofia de Lannurien, 2013.
  - Russische Ausgabe: Кшиштоф Михальский Пламень вечности. Девять эссе о мысли Фридриха Ницше Москва: Издательство Московского университета 2012.
- Zrozumieć przemijanie. (Zeit verstehen. Essays). Fundacja Augusta Hrabiego Cieszkowskiego, Warschau 2011.
- Eseje o Bogu i śmierci (Essays über Gott und den Tod), Kurhaus Publishing, Warsaw 2014.

### Als Herausgeber
- Castel Gandolfo-Gespräche. 8 Bände. Klett-Cotta, Stuttgart 1985–1998.
  - Polnische Ausgabe: Znak und Centrum Myśli Jana Pawła, Warschau/Krakau 2010.
- Transit – Europäische Revue. Verlag Neue Kritik, Frankfurt a. M., 1990–2017 (50 Nummern).
- Conditions of European Solidarity. Band I: What Holds Europe Together? Band II: Religion in the New Europe. CEU Press, Budapest/New York 2006.
  - Deutschsprachige Ausgabe von Band II: Woran glaubt Europa? Religion und politische Kultur im neuen Europa. Passagen Verlag, Wien 2007.

### Sekundärliteratur
- Piotr Kubasiak: Zwischen Existentialismus und Politik. Europa und Geschichte im Denken von Krzysztof Michalski. Ostfildern 2020.
- Nicolas de Warren: The Rupture and The Rapture: Eternity in Jan Patočka and Krzysztof Michalski, in: Miscellanea Anthropologica et Sociologica 2019, 20(1), S. 151–177.
- Andrzej Serafin: Apocalypse of a Polish Soul. On Krzysztof Michalski’s Heideggerianism, in: Heidegger in Russia and Eastern Europe, red. Jeff Love, London 2017, S. 157–176.
- James Dodd: On Krzysztof Michalski’s „The Flame of Eternity“, http://www.iwm.at/read-listen-watch/transit-online/on-krzysztof-michalskis-the-flame-of-eternity/, 11. Februar 2016.
- James Dodd: Krzysztof Michalski as Educator, Existenz, Volume 8, No 1, Spring 2013, S. 3–6.